# Pepe Plana
José Plana Pujol, más conocido como Pepe Plana (Lérida, 30 de octubre de 1950) es un ingeniero agrícola, paisajista y divulgador español. Ha recibido varios premios medioambientales por su labor de divulgación de temas de botánica, jardinería ecológica, medio ambiente y geojardinería en radio, televisión y libros.

## Biografía
Su infancia transcurrió en Lérida, en relación directa con el paisaje y la cultura rural de los payeses.
Se trasladó a Madrid junto a su hermano mayor iniciando la carrera de Ingeniero Agrónomo. Tras finalizar sus estudios comenzó su labor de diseño y mantenimiento de jardines. 
Desde 1985 es colaborador habitual de radio y televisión con programas dedicados a las plantas.
Como periodista ambiental es asesor de Jardinería y Paisajismo de la revista Mi Jardín, divulgador en blogs de jardinería y canales de televisión digital y autor de varios libros sobre el tema. Forma parte de la Junta Directiva de la Asociación de Periodistas de Información Ambiental. Como empresario fundó y dirigió Acer Jardinería, y actualmente es fundador y director de Cuidaplantas.com. 
Ha participado en el programa Biodiverciudad del Instituto Jane Goodall que acercaba los más destacados jardines urbanos a las familias. Como paisajista ha intervenido en proyectos como el diseño de los espacios verdes de la T4 del aeropuerto de Madrid.

## Radio

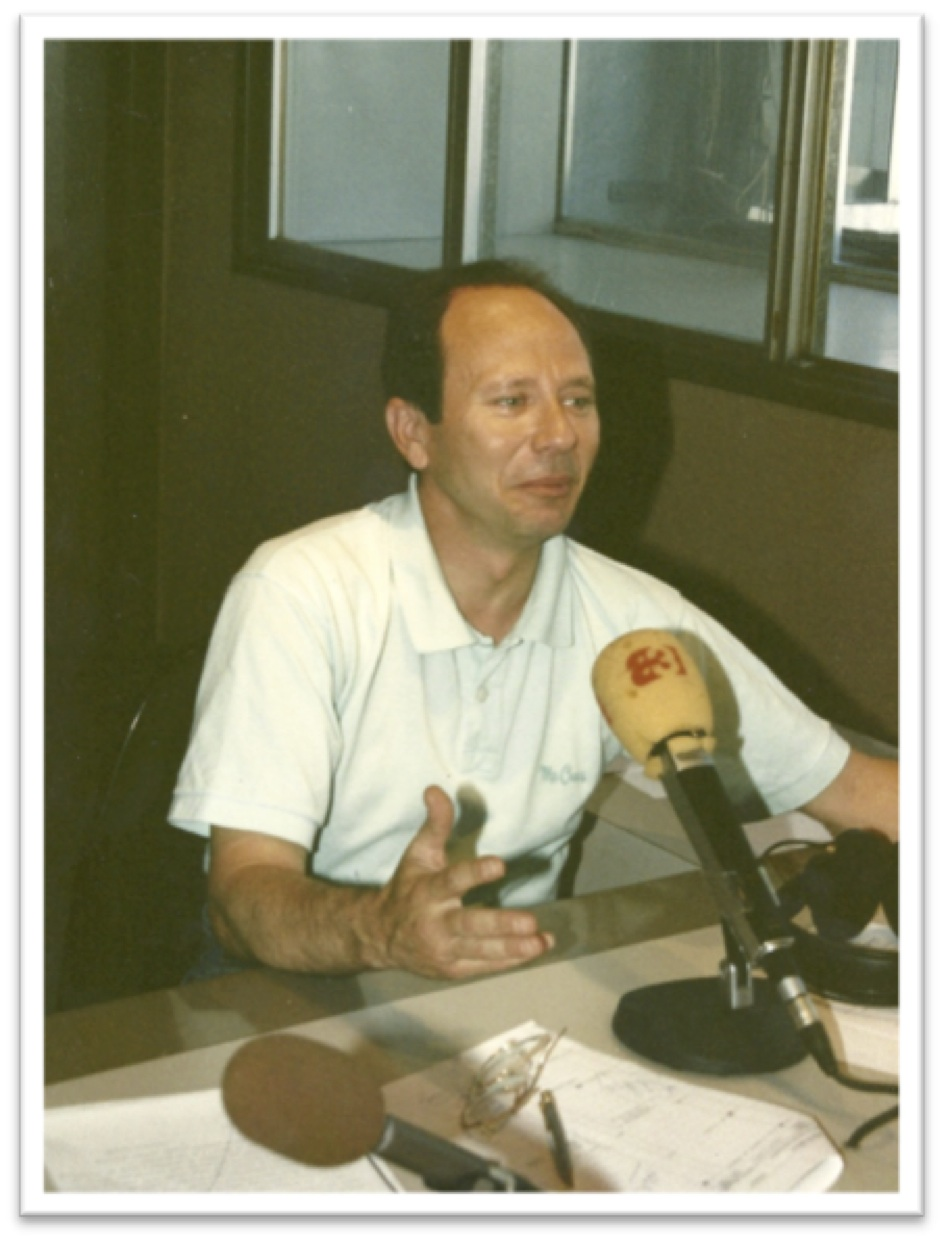
Pepe Plana en la radio

En la radio se inició en Antena 3 (1985) con el programa “Viva la Gente” de Jesús Hermida desarrollando un consultorio radiofónico sobre plantas y jardines. Dicho consultorio se mantuvo en los programas “Las tardes de Antena 3” de Miguel Ángel Nieto y “Viva la tarde” de Miguel Ángel García-Juez, compartiendo micrófono con José Antonio Plaza, Mayra Gómez Kemp, Paco Galindo, Cristina Pecker, Carmela Castelló y Ana Rosa Quintana.
Continuó en Cadena Radio Voz (1994) con Rafael Cerro, después en la Cadena SER con José Luis Arriaza y más tarde en Onda Cero con el programa “Quiero ser silvestre” de Juan Diego Guerrero. También dirigió y presentó en Onda Cero su propio programa ¡Plántate!
Entre 2000 y 2004, emitió desde Radio Nacional de España con Nieves Herrero en el programa “Lo que es la vida”, para atender el consultorio sobre plantas y ofrecer consejos sobre medio ambiente en general.

## Televisión
En TVE 1 empezó en el programa “Por la mañana con Hermida” (1987), en directo, y después fichó por Antena 3 con un espacio divulgativo y de consultas en el programa de Nieves Herrero “De tú a tú”. En 1990 sostuvo en A3TV el espacio de jardinería del programa “Tan Contentos”, de Consuelo Berlanga.
En 1997 consiguió su propio programa de televisión, el Canal Campero, en Vía Digital. Hasta 2003, momento de la disolución de la Plataforma, dirigió y presentó “Frutos de la Tierra”, 240 programas de una hora, grabados en su jardín de los alrededores de Madrid.
Desde 2009 dirigió y presentó el espacio “Mundo Verde”, dentro de Bricolocus, programa de bricolaje de TVE2. 
En la actualidad, cuenta con el programa “Cuidaplantas Pepe Plana” en Youtube que enseña jardinería a los aficionados.

## Premios
- Premio Nacional de Sostenibilidad ISR en 2005 (Premio Extraordinario Fuera de Categoría).
- Premio Periodístico Reciclaje Ecovidrio a la Radio 2002 (Onda Cero).
- Premio de Medio Ambiente del Ayuntamiento de Madrid a la Comunicación en Radio 2001 (Onda Cero)
- Premio de Medio Ambiente del Ayuntamiento de Madrid a la Comunicación en Radio 1993 (Antena 3 de Radio).

## Publicaciones
- Hablar con las Plantas: las 75 plantas de interior fundamentales (1996) Alianza Editorial. ISBN 9788420607672.
- Calendario definitivo de jardín, terraza y huerto (2009). Edita MUNDI-PRENSA. ISBN 9788484763697.
- Manual Práctico de Jardinería, haga su jardín y manténgalo con facilidad (2003). Edita Mundi Prensa. ISBN 9788484761662
- Huerto y jardín, cosa de niños. Edita Floraprint, por fascículos en Guía Verde, disponible online (enlace roto disponible en Internet Archive; véase el historial, la primera versión y la última)..
- Curso de Jardinería (2006) Ed. Floramedia. Disponible en Google Books.